# John Fred and his Playboy Band

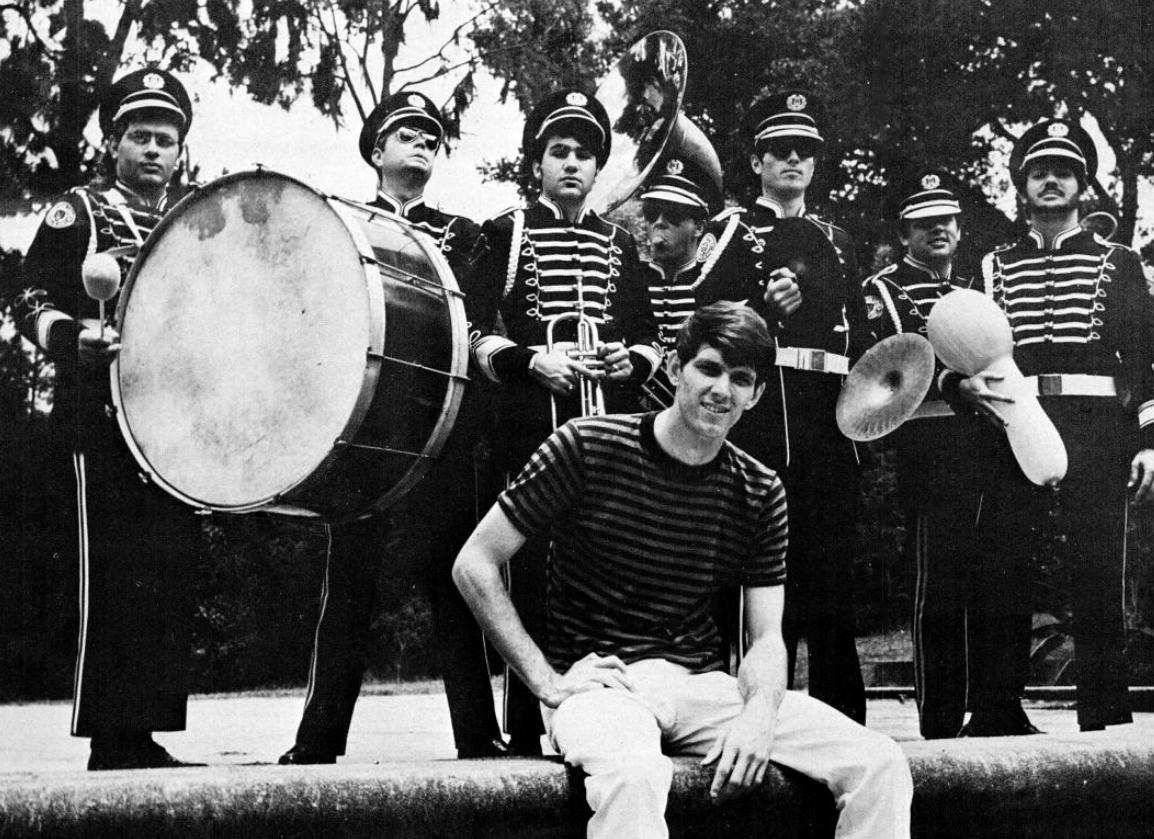
John Fred and his Playboy Band, 1967.

John Fred and his Playboy Band var en amerikansk popgrupp som bildades 1963 i Baton Rouge, Louisiana. Medlemmar i gruppen var John Fred (sång), Jimmy O'Rourke (gitarr), Andrew Berhard (saxofon), Tommy DeGeneres (keyboard), Harold Cowart (bas) samt Joe Miceli (trummor). John Fred bildade en egen grupp så tidigt som 1956 men den gruppen var mer löst sammansatt. Han skivdebuterade 1958 med låten "Shirley". Fred själv avbröt dock musikbanan för att studera mellan 1960 och 1963.
John Fred and his Playboy Band återbildades sedan och släppte ett flertal singlar från 1960-talets mitt som gick obemärkta förbi eller bara blev lokala hitsinglar i USA. De kom bara att bli verkligt kända för en låt, men den låten "Judy in Disguise (With Glasses)" var en stor internationell hit i januari 1968. Den toppade Billboard Hot 100 och tog sig upp på tredje plats på brittiska UK Singles Chart. Den blev även listplacerad i ett flertal andra europeiska länder, och toppade singellistorna i Belgien, Österrike, Schweiz, och Tyskland. Den låg tvåa på Kvällstoppen i Sverige, liksom på danska Top 20-listan, samt trea på norska VG-lista. Låten var för övrigt en slags parodi på Beatles-låten "Lucy in the Sky with Diamonds" vilken Fred missuppfattat titeln på.
John Fred var fortsatt musikaliskt aktiv och uppträdde med nya uppsättningar av The Playboy Band fram till sin död i april 2005.

## Listplaceringar, Judy in Disguise
| Lista (1967-1968) | Position              |
| ----------------- | --------------------- |
| Australien        | 1 (Go Set)            |
| Danmark           | 2 (DR "Top 20")       |
| Finland           | 32                    |
| Flandern          | 1                     |
| Frankrike         | 31                    |
| Irland            | 3                     |
| Kanada            | 3 (RPM)               |
| Nederländerna     | 3                     |
| Norge             | 3 (VG-lista)          |
| Nya Zeeland       | 10 (NZ Listner)       |
| Schweiz           | 1                     |
| Spanien           | 3                     |
| Storbritannien    | 3                     |
| Sverige           | 2 (Kvällstoppen)      |
| Sverige           | 2 (Tio i topp)        |
| USA               | 1 (Billboard Hot 100) |
| Vallonien         | 1                     |
| Västtyskland      | 1                     |
| Österrike         | 1                     |